# 分离龙族
分离龙族（学名：Kritosaurini）是鸭嘴龙科栉龙亚科恐龙的一个演化支，生存于白垩纪晚期。

## 发现与命名
该分类群第一个被发现的成员是分离龙，由古生物学家巴纳姆·布朗命名于1910年。四年后，加拿大古生物学家劳伦斯·赖博命名了钩鼻龙。随后，人们立即意识到这两个分类群之间的相似性，在整个二十世纪，后一个属的有效性受到怀疑，有人认为二者是同一物种。直到20世纪90年代，它们才被确认为不同的属。大约在这个时候，与之相关的鸭嘴龙类如纳秀毕吐龙和独孤龙被发现，对该分类群的现代解释开始发展。
该分类群由迈克尔·布雷特·苏尔曼于1989年首次作为一个族提出。2014年阿尔伯特·普里托·马尔克斯首次将其定义为“鸭嘴龙中最为独有的一个分支，包括：纳瓦霍分离龙（Brown，1910年）、著名钩鼻龙（Lambe，1914年）和奥氏纳秀毕吐龙（Hunt与Lucas，1993年）”。